# Erika (hrušeň)
Erika (Pyrus communis 'Erika') je ovocný strom, kultivar druhu hrušeň obecná z čeledi růžovitých. Plody jsou řazeny mezi odrůdy zimních hrušek, sklízí se v říjnu, dozrává v prosinci, skladovatelné jsou do února.

## Historie

### Původ
Byla vyšlechtěna v ČR, registrována v roce 2003, původně bylo šlechtění zahájeno ve VŠÚO Holovousy později dokončeno ve šlechtitelské stanici v Těchobuzicích. Odrůda je křížencem odrůd 'Drouardova' a 'Boscova lahvice'.

## Vlastnosti
Odrůda je cizosprašná. Vhodnými opylovači jsou odrůdy Konference, Erika, Bohemica, Dicolor Astra.

### Růst
Růst odrůdy je bujný. Habitus koruny je pyramidální.

## Plodnost
Plodí časně, hojně a pravidelně.

## Plod
Plod je kuželovitý, velký. Slupka hladká, žlutozeleně zbarvená s červeným líčkem. Dužnina je nažloutlá jemná, se sladce navinulou chutí, šťavnatá, aromatická.

## Choroby a škůdci
Odrůda je považována za dostatečně odolnou proti strupovitosti a netrpí namrzáním. Je náchylná k  spále růžovitých.

## Použití
Dobře snese přepravu. Je vhodná ke skladování a přímému konzumu. Odrůdu lze použít do středních a teplých poloh.